# Madonna col Bambino in trono e santi
La Madonna col Bambino in trono e santi nota anche come Pala Dragan è un dipinto olio su tavola trasportato su tela (419x213 cm) di Cima da Conegliano, databile al 1496-1499 e conservata alle Gallerie dell'Accademia a Venezia.